# Ракуниха
Ракуниха — деревня в Сусанинском районе Костромской области. Входит в состав Андреевского сельского поселения.

## География
Находится в западной части Костромской области на расстоянии приблизительно 21 км на запад-северо-запад по прямой от районного центра поселка Сусанино.

## История
В 1872 году здесь было учтено 2 двора, в 1907 году здесь отмечено было 16 дворов.

## Население
Постоянное население составляло 81 человек (1872 год), 106 (1897), 135 (1907), 4 в 2002 году (русские 100 %), 2 в 2022.